# Steneby socken
Steneby socken i Dalsland ingick i Vedbo härad, ingår sedan 1971 i Bengtsfors kommun och motsvarar från 2016 Steneby distrikt.
Socknens areal är 130,55 kvadratkilometer varav 108,36 land. År 2000 fanns här 3 728 invånare. Tätorterna Billingsfors och Dals Långed samt sockenkyrkan Steneby kyrka ligger i socknen.   

## Administrativ historik
Socknen har medeltida ursprung.
1 januari 1955 överfördes till Steneby socken från Laxarby socken ett område omfattande en areal av 7,78 km², varav 4,52 km² land, och med 239 invånare. Inom området låg den del av orten Billingsfors som tidigare legat i Laxarby församling.
Vid kommunreformen 1862 övergick socknens ansvar för de kyrkliga frågorna till Steneby församling i Karlstads stift och för de borgerliga frågorna bildades Steneby landskommun i Älvsborgs län. Landskommunen inkorporerade 1952 Tisselskogs landskommun och uppgick 1971 i Bengtsfors kommun. Församlingen uppgick 2010 i Steneby-Tisselskogs församling.
1 januari 2016 inrättades distriktet Steneby, med samma omfattning som församlingen hade 1999/2000.
Socknen har tillhört län, fögderier, tingslag och domsagor enligt vad som beskrivs i artikeln Vedbo härad. De indelta soldaterna tillhörde Västgöta-Dals regemente och Tössbo kompani.

## Geografi
Steneby socken ligger söder om Bengtsfors kring Upperudsälven och  sjöarna Grann, Iväg och Laxsjön i Dalslands kanal. Socknen har odlingsbygd vid sjön och älven och är i övrigt en starkt kuperad skogsbygd.
I närheten av den medeltida Steneby kyrka finns Steneby naturreservat med jättegrytor.

## Fornlämningar
Från stenåldern har boplatser och två hällkistor påträffats. Från bronsåldern finns flera spridda gravrösen. Från järnåldern finns 15 gravfält och fyra fornborgar.

## Namnet
Namnet skrevs på 1330-talet Stenabygdh och kan ha kommit från prästgården, då med en efterled bygd, 'nyodling, nybygge'. Förleden är oklar, kan avse nu försvunna stenar i en domarring vid sjön Iväg.

## Befolkningsutveckling
| Befolkningsutvecklingen i Steneby socken 1780–1990                                                      | Befolkningsutvecklingen i Steneby socken 1780–1990 | Befolkningsutvecklingen i Steneby socken 1780–1990 | Befolkningsutvecklingen i Steneby socken 1780–1990 | Befolkningsutvecklingen i Steneby socken 1780–1990 |
| --- | -------------------------------------------------- | -------------------------------------------------- | -------------------------------------------------- | -------------------------------------------------- |
| |                                                    |                                                    |                                                    |                                                    |
| År |                                                    |                                                    | Folkmängd                                          |                                                    |
| 1780 | 1780                                               |                                                    | 1 020                                              |                                                    |
| 1790 | 1790                                               |                                                    | 1 110                                              |                                                    |
| 1810 | 1810                                               |                                                    | 1 634                                              |                                                    |
| 1820 | 1820                                               |                                                    | 1 560                                              |                                                    |
| 1830 | 1830                                               |                                                    | 1 944                                              |                                                    |
| 1840 | 1840                                               |                                                    | 2 184                                              |                                                    |
| 1850 | 1850                                               |                                                    | 2 503                                              |                                                    |
| 1860 | 1860                                               |                                                    | 2 845                                              |                                                    |
| 1870 | 1870                                               |                                                    | 2 571                                              |                                                    |
| 1880 | 1880                                               |                                                    | 2 529                                              |                                                    |
| 1890 | 1890                                               |                                                    | 2 631                                              |                                                    |
| 1900 | 1900                                               |                                                    | 2 817                                              |                                                    |
| 1910 | 1910                                               |                                                    | 3 393                                              |                                                    |
| 1920 | 1920                                               |                                                    | 3 577                                              |                                                    |
| 1930 | 1930                                               |                                                    | 3 827                                              |                                                    |
| 1940 | 1940                                               |                                                    | 3 874                                              |                                                    |
| 1950 | 1950                                               |                                                    | 3 983                                              |                                                    |
| 1960 | 1960                                               |                                                    | 4 477                                              |                                                    |
| 1970 | 1970                                               |                                                    | 4 549                                              |                                                    |
| 1980 | 1980                                               |                                                    | 4 322                                              |                                                    |
| 1990 | 1990                                               |                                                    | 4 322                                              |                                                    |
| Anm: Källor: Umeå universitet - Tabellverket 1749-1859, Demografiska databasen, CEDAR, Umeå universitet |                                                    |                                                    |                                                    |                                                    |